# Yeshua
O nome hebraico Yeshua (ישוע/ יֵשׁוּעַ) é uma forma abreviada de Yehoshua (יְהוֹשֻׁעַ‎) (Josué) e é o nome de Jesus em hebraico: Yeshua Hamashiach (יֵשׁוּעַ הַמָּשִׁיחַ) transliterado em grego fica: Ἰησοῦς Χριστός, ["Iesus Khristos"]. Josué Yehoshua [יהושׁע/ יְהוֹשֻׁעַ‎] em grego também fica: Ἰησοῦς - ver Hb 4:8 grego. Em árabe Yeshua fica:  يَسُوَع "Yasua'".
Na Bíblia hebraica a ortografia Yeshua aparece uma vez nos tempos de Davi (1Cr 24:11 - Jesua, um sacerdote) e uma vez no tempo de rei Ezequias (2Cr 31:15 - Jesua, um dos servos de Coré) mas torna-se bastante comum no período de Esdras e Neemias referindo-se a alguns personagens traduzidos por Jesua (cerca de 27 referências). Em uma única referência (Ne 8:17), a ortografia Yeshua é aplicada a Josué, filho de Nun; dando a entender que Yeshua é uma evolução de Yehoshua, ou uma outra forma de dizer o mesmo nome. No entanto, o sacerdote Josué, dos tempos de Esdras, é trazido como Yehoshua pelo profeta Zacarias (Zc 3:1ss). O nome é também considerado como sendo o nome hebraico de "Jesus". Neste sentido o nome é usado principalmente pelos cristãos em Israel, e na tradução hebraica do Novo Testamento, como uma alternativa para a ortografia Yeshu ha Notzri utilizada pelos rabinos ortodoxos. Em outros países Yeshua é usado principalmente pelos judeus-messiânicos.

## Etimologia
O nome "Yeshúa" deriva-se de uma raiz hebraica formada por quatro letras – ישוע (Yod, Shin, Vav e Ayin) - que significa “salvar”, sendo muito parecido com a palavra hebraica para “salvação” – ישועה, yeshuáh.
```
É considerado também por alguns como uma forma reduzida pós-exilio babilônico do nome de 
Josué
 em hebraico – יהושע, Yehosha ou Yehoshua – que significa “Deus Salva" (YHWH+sha)(Yeho+sha), sendo Yeho(יהו)um redutivo do tetragrama divino + Shá(שע) um redutivo da raiz verbal salvar (ישע).
```

Essa forma Yeshúa reduzida era muito comum na Bíblia hebraica (ou Tanakh), que cita dez indivíduos que tinham este nome – como podem ser visto nos versos  de Esdras (Ezra) 2:2, Esdras (Ezra) 3:2 e Neemias (Nehemiá) 12:10.
"Josué", o Yehoshua, reduzido como Yeshua (aramaico), ou reduzido como Iesôus (grego; onde não se pronuncia o "s" final); com esse último nome, a Roma-Grécia apelidou o sucessor de Moisés , onde virou cultura e tradição. O hebreu era filho de Num da tribo de Efraim, nascido no Egito, circuncidado com o nome de Oséias, ao consagrá-lo para seu sucessor Moisés deu-lhe o nome de Josué (Yehoshua) , pois dentre os que saíram do Egito, ele foi achado digno de conduzir o povo de Israel à terra de Canaã.

## Yeshua como o nome original de "Jesus"
A afirmação de que a forma Yeshua é o nome original de "Jesus" tem sido muito debatida atualmente – alguns afirmam que era Yehoshua ou que a própria forma grega do nome “Jesus” era usada entre os cristãos antigos (comunidades falantes do Grego existentes em Israel, durante o período helenístico e posteriormente, sempre afirmaram que os manuscritos originais do Novo Testamento foram escritos primariamente em Grego). De qualquer forma, já se tem provas explícitas de que "Jesus", seus primeiros discípulos e a população que vivia na Terra de Israel naquele período, falavam aramaico (ou um tipo de hebraico-aramaico). Eusébio de Cesareia relata que Mateus escrevera seu evangelho em “hebreu” (um termo que era usado referente a um dialeto do aramaico ou a língua hebraica propriamente dita).
Temos também o testemunho que restou da versão de "Áquilla" (um judeu que havia se convertido a Yeshua e posteriormente o renegou, retornando ao judaísmo) que, diferentemente da Septuaginta, traz em Deuteronômio a expressão IESOUA', com ALPHA no final, o que daria a entender que mesmo em grego havia uma forma para YESHUA, embora seja possível perceber Yeshua também em outras formas gregas, como IESOU', IESOUS (onde não se lê o "s" final, semelhante a um sotaque aramaico que pronuncia IEShU'.).
Ainda na Septuaginta e na língua grega usada em textos judaicos como os escritos de Josefo e de Fílon de Alexandria, Ιησούς (Iēsoûs - lembrando que não se lê o "s" final) foi a forma padrão grega do nome hebraico “Josué” -  יהושע (Yehoshua). Os indivíduos chamados pelo nome de "Yeshua" (aportuguesado por Jesuá nas Bíblias portuguesas) sempre foram transliterados também como Iēsoûs (ou primeiramente na forma Iēsoua´, como está  na versão de "Áquilla".). Demonstrando ser realmente uma forma reduzida do nome “Josué” – Yehoshua – usado no dialeto falado durante tempo de Esdras e Neemias, Yeshua foi o nome preferido para o filho de "José" (Yosseph) segundo o que temos de Novo Testamento, assim mesmo, resumidamente, seja em grego (IESOU/IESOUS - lido como Yeshu') ou em aramaico YESHU' (às vezes lido como Yísho, Yeshua, dentre outros). Todas as ocorrências desta forma reduzida se encontram nos livros de Crônicas, Esdras e Neemias. Dois destes indivíduos são citados em outros livros bíblicos, mas na sua forma longa – Yehoshua (Josué filho de Nun e Josué filho de Jozadaque). A forma reduzida do nome é usada por Jesus filho de Sirá em fragmentos hebraicos do Livro de Sirá ou conhecido também como Eclesiástico. Baseados numa comparação destes textos, acadêmicos aceitam o fato de que este livro de Jesus ben Sirach foi originalmente escrito em hebraico, deixando evidente nele referências a estes antigos fragmentos hebraicos originais. Se isso for verdadeiro, pode-se estender a evidência do uso do nome Yeshua até o século II a.C.. Nenhum uso do nome Yeshua é achado no Talmud, exceto em citações literais da Bíblia hebraica quando esta cita Josué filho de Jozadaque. Porém o nome Yehoshua foi muito utilizado durante o período dos Hasmoneus e até um pouco depois.
Ao referir-se a um certo "Jesus" , o Talmud o chama de "Yeshu", pois podemos ler no Talmude Babilônico a acusação dos judeus contra ele: "Na véspera da Páscoa eles penduraram Yeshu [...] ia ser apedrejado por prática de magia e por enganar Israel e fazê-lo se desviar [...] e eles o penduraram na véspera da Páscoa." (Talmude Babilônico, Sanhedrim 43a)
Yeshua Hamashia significa Jesus o Cristo ( do grego Χριστός (Khristós) ) ou Messias ambas palavras que traduzem UNGIDO.
Um termo em aramaico, que era a língua falada por Jesus que deu origem a diversos idiomas falados até hoje. Os judeus, principalmente em Israel, ainda utilizam bastante a palavra. É possível encontrá-la no Novo Testamento porém, com uma ortografia diferente: Yeshu ha Notzri.
Yeshua Hamashia também pode ser escrito em hebraico, que é a língua sagrada dos judeus, a grafia é exatamente a mesma do aramaico. O nome Yeshua é escrito também como Yehoshua, traduzido em português para Josué

## Yeshuno Talmud
Nos relatos de Toledot Yeshu, elementos dos Evangelhos sobre Jesus são conflitados com descrições dos indivíduos chamados pelo nome de “Yeshu” no Talmud. Price [1] interpreta “Yeshu” como uma forma abreviada de “Yeshua” e argumenta que esta era a forma pelo qual Jesus era conhecido pelos Judeus. De qualquer forma, as narrativas de Toledoth Yeshu tipicamente explicam a designação Yeshu como um acrônimo da frase hebraica ימח שמו וזכרו - Yemach Shemô Vezichrô (Que seja esquecido seu nome e sua memória) e declararam que este nome originalmente era Yãhushua (esta é a pronuncia mais aproximada.). Já outros, dizem que o responsável pela diminuição, por assim dizer, foi o sotaque galileu, que pronunciou YESHU devido sua dificuldade de falar a letra final gutural. Isso também podemos detectar em nomes de pessoas árabes, como por exemplo o sobrenome IACHOUH (pronuncia-se: i-ê-shu, ou às vezes i-ê-shu-ah).

## Yeshuana Antiga Bíblia Siríaca
Um argumento a favor da originalidade da forma “Yeshua” pode ser encontrada no fato do uso dessa na Antiga Bíblia Siríaca, composta no século III d.C. (vale a pena consultar as Igrejas de Jeshu' - Yeshua/Jesus -, como a Igreja Siríaca Ortodoxa no Brasil, a Igreja Católica Siríaca, dentre outras.). A Peshitta (versão aramaica do Novo Testamento) usa também a forma “Yeshua” em seus escritos. A moderna pronúncia do Síriaco deste nome é Eeshoo, Yíshuh (às vezes Yíshoh), ou seja, temos o testemunho árabe da problemática da letra "E", e do "A" final - como visto no sobrenome citado acima; mas sua pronúncia antiga era similar a “Yeshua” (i-ê-shu-ah) . Com isso, pode-se argumentar que os falantes do aramaico, que usavam este nome na sua forma “Yeshua”, escreveram-na em seus escritos e evangelhos a fim de preservar o nome original de "Jesus" usados por eles.

## O nome árabe
O nome árabe para Jesus usado pelos cristãos, Yasu’a (يسوع), sendo derivada de Yeshua (ou seja, a mesma coisa se considerarmos que esta letra "a" que aparece aqui no árabe tem som de "e", como em mohammEd, e se considerarmos também o "s" chiado), mas não é o nome usado para "Jesus" no Alcorão e em outras fontes muçulmanas. O nome tradicional para Jesus é “‘Isa” (عيسى, Ayn – Ya – Sin – Ya). Aparentemente este nome lembra o nome hebraico de Esaú – עשו (ESAV, Ain – Shin – Vav), . Juferi [3] argumenta que este nome árabe citado no Alcorão para Jesus é realmente derivado do aramaico “Yeshua'” - ܝܫܘܥ. – no qual considera também ser o nome original de "Jesus". Parece bem ter vindo do aramaico: I S A - em outros sotaques - sendo o mesmo que I S Â ou I S Ô (o Yíshoh do modo aramaico citado acima), um tipo de diminutivo de Yeshua na pronúncia com sotaque diferenciado; mas é i-ê-shu-ah do mesmo modo para outros leitores, que sempre deve ser lido com a tônica na letra "e" - ou primeira sílaba -  e não na letra "u", como alguns erroneamente pronunciam, o que deturpa o significado, que deixaria de ser "Deus (YHWH) Salva" ou "Deus (YHWH) é a nossa salvação" para ser utilizado apenas como a palavra aramaica para "Salvação".
Jesus também aparece em algumas culturas mais modernas com um nome de sete (7) letras que formam a pronúncia de Yahoshua (com variantes de Yauxua, Yahushua, Yaushua,Yausha, Yaoshua e etc), esses pequenos grupos mais modernos são variantes de igrejas outrora pentecostais e neo pentecostais que receberam uma doutrina de que o tetragrama (YHWH) teria sido adicionado ao nome Yeshua (alguns grupos variam dizendo que seria a adição em Yahoshua (forma Errada de Pronunciar Yehoshua) conhecido no português como Josué). Os testemunhas de Yahushua (ou Yaohushua) como se denominam (também "Ohol"/"Oholyao") acreditam nos conceitos cristãos e são cristãos em doutrina, o que difere é o uso do nome como fonte de salvação. Alguns negam as takanot (tradições) judaicas.